# Sơ đồ vị giác
Sơ đồ vị giác là một sơ đồ vẽ trên lưỡi, trong đó mỗi phần của lưỡi tương ứng với một vị cơ bản.

## Lịch sử
Lý thuyết về sơ đồ vị giác bắt nguồn từ một bài báo của nhà tâm lý học Harvard (Edwin G. Boring), với bản dịch trên một tờ báo tiếng Đức xuất bản năm 1901. Các dữ liệu của bài báo (được nêu không rõ ràng) cho rằng mỗi một phần của lưỡi cảm nhận chính xác một vị cơ bản.

## Sơ đồ cổ điển

Sơ đồ vị giác cổ điển

Sơ đồ vị giác cổ điển (vị trí của lưỡi và vị giác tương ứng):
1. Cuống lưỡi: vị đắng
2. Hai rìa lưỡi ở phía cuống lưỡi: vị chua
3. Hai rìa lưỡi ở phía đầu lưỡi: vị mặn
4. Đầu lưỡi: vị ngọt

## Biến thể
Một biến thể của sơ đồ vị giác đó là:
1. Cuống lưỡi: vị đắng
2. Hai rìa lưỡi: vị chua
3. Phần đầu lưỡi: vị ngọt và vị mặn
4. 12 gai hình đài trên bề mặt lưỡi: cảm nhận cả bốn vị cơ bản.

## Nghiên cứu
Mặc dù lý thuyết về sơ đồ vị giác đã được giảng dạy rộng rãi trong các trường tiểu học ở Hoa Kỳ, nhưng hiện nay nó đã bị bác bỏ. Trong thực tế, mỗi một phần của lưỡi đều cảm thụ các vị cơ bản, và số vị cơ bản nhiều hơn là bốn.